# Applause (film)
Pour les articles homonymes, voir Applause.
Pour plus de détails, voir Fiche technique et Distribution.
Applause est un film musical américain réalisé par Rouben Mamoulian, sorti en 1929.

## Synopsis
La vie mouvementée de Kitty Darling, « reine des cœurs » et vedette du music-hall populaire.

## Fiche technique
- Réalisation : Rouben Mamoulian, assisté d'Otto Brower (non crédité)
- Scénario : Garrett Fort, d'après le roman de Beth Brown
- Photographie : George Folsey
- Musique et chansons :
- Production : Monta Bell
- Distribution : Paramount Pictures
- Noir et blanc
- Pays de production :  États-Unis
- Durée : 80 minutes
- Tournage : 1929
- Date de sortie 
  - États-Unis : 4 janvier 1930

## Distribution
- Helen Morgan : Kitty Darling
- Joan Peers : April Darling
- Fuller Melish Jr. : Hitch Nelson
- Henry Wadsworth : Tony
- Jack Cameron : Joe King
- Dorothy Cumming : la mère supérieure

## Autour du film
- Premier grand film parlant et musical, Applause refuse la suprématie des dialogues et dédaigne les intermèdes musicaux. Il préfigure ainsi les comédies musicales à leur âge classique, celles d'un Stanley Donen ou d'un Vincente Minnelli.

## Distinctions
- National Board of Review: Top Ten Films 1929
- National Film Preservation Board en 2006.